# Vélines
Vélines (okcitansko Velinas) je naselje in občina v francoskem departmaju Dordogne regije Akvitanije. Leta 2007 je naselje imelo 1.154 prebivalcev.

## Geografija
Kraj leži v pokrajini Périgord ob reki Estrop, 33 km zahodno od Bergeraca.

## Uprava
Vélines je sedež istoimenskega kantona, v katerega so poleg njegove, vključene še občine Bonneville-et-Saint-Avit-de-Fumadières, Fougueyrolles, Lamothe-Montravel, Montazeau, Montcaret, Nastringues, Port-Sainte-Foy-et-Ponchapt, Saint-Antoine-de-Breuilh, Saint-Michel-de-Montaigne, Saint-Seurin-de-Prats in Saint-Vivien z 10.709 prebivalci.
Kanton Vélines je sestavni del okrožja Bergerac.

## Zanimivosti
- Château de la Raye iz 18. stoletja,
- vrtovi Les jardins de Sardy.